# Един сезон в ада
„Един сезон в ада“ (на френски: Une Saison en Enfer) е разширена поема в проза, написана и публикувана през 1873 г. от френския писател Артюр Рембо. Това е единственото произведение, публикувано от самия Рембо. Книгата има значително влияние върху творчеството на по-късни художници и поети, включително сюрреалистите.

## История на написване
Рембо започва да пише поемата през април 1873 г. по време на посещение във фермата на семейството си в Рош, близо до Шарлевил на френско-белгийската граница. Според Бертран Матийо Рембо е написал творбата в порутена плевня.
През следващите седмици Рембо пътува с поета Пол Верлен из Белгия и обратно до Лондон. Двамата са започнали връзка през пролетта на 1872 г. и често се карат.
Верлен има пристъпи на самоубийствено поведение и пиянство. През 1873 г. по време на престой в Брюксел Рембо обявява, че планира да го напусне, при което Верлен произвежда два изстрела с револвера си, ранявайки Рембо. След последващи заплахи за насилие, Верлен е арестуван и осъден на две години тежък труд. След раздялата им Рембо се завръща у дома, където завършва и през септември 1873 г. публикува „Един сезон в ада“.

## Тълкуване
Академичните критици предлагат много различни и често напълно несъвместими заключения относно това какво значение и философия може или не може да се съдържа в текста.
- Бернар Матийо описва „Сезон в ада“ като „ужасно загадъчна поема“ и „блестяща, почти истерична кавга между поета и неговото друго „Аз“. [1]Той идентифицира два гласа в сюрреалистичния разказ: „двете отделни части на шизоидната личност на Рембо – „азът“, който е наблюдател/поет, и „азът“, който е селският син на невероятно твърдоглавата вдовица Рембо. Единият глас е диво влюбен в чудото на светлината и детството, а другият намира всички тези литературни шеги за проклети и „идиотски“.[1]

- Хенри Милър публикува английския превод на поемата, запознавайки американската публика с творчеството на Рембо през шейсетте години на 19 в. Към превода на поемата, Милър пише разширено есе за Рембо и „Сезон в ада“, озаглавено „Времето на убийците“.[6]

## В популярната култура
- Във филма „Полък“ (2000 г.) Лий Краснър (в ролята Марша Гей Хардън) чете цитат от „Един сезон в ада“, написан на стената на нейното студио, когато Джаксън Полък (в ролята Ед Харис) я посещава за първи път.
- Последната песен от американското издание на четвъртия албум на Моби Animal Rights (1996), е кръстена „Един сезон в ада“. В допълнение, албумът му Last Night (2008) включва песента „Hyenas“, в която женски глас чете първите няколко реда на поемата в оригинал на френски език.
- „Един сезон в ада“ е цитирана няколко пъти в албума Pretty.Odd. (2008) от Panic! at the Disco.

## Преводи
На български творбата е преведена от Кирил Кадийски.